# Marius Pinel
Pour les articles homonymes, voir Pinel.
Marius Pinel, né le 20 août 1864 à Toulouse et mort le 5 avril 1928 à Paris, est un syndicaliste et homme politique français.
Personnage important du socialisme toulousain dans la première moitié du XXe siècle, Marius Pinel est caractéristique d'une ascension politique motivée par une puissante volonté de servir l'amélioration de la condition ouvrière. Selon Julien Rollan, « il manifesta de bonne heure. À un âge où tant d'autres jouent encore aux billes, à 14 ans, il fit partie des syndicats ouvriers. Depuis, il n'a jamais cessé de consacrer ses forces et son temps à l'organisation de ces groupes corporatifs ».  
(Ne pas confondre avec son homonyme contemporain, le docteur Marius Pinel, qui publie en 1921 une thèse intitulée : Contribution à l'étude de la tuberculose linguale)

## Biographie
Marius Pinel naît en 1864 à Toulouse, de Jean Pinel, menuisier, et de Françoise Laffont, couturière.
Vers 1890, ouvrier en meubles, socialiste et syndicaliste, il est, avec l'appui de Jean Jaurès, l'un des fondateurs de la Bourse du travail de Toulouse dont il devient le secrétaire général en 1893.
De 1896 à 1900, il est conseiller municipal de Toulouse. Il est plus tard adjoint au maire de Toulouse, chargé du travail et des affaires sociales (1908-1908, puis 1912-1919). Il retrouve le titre d'adjoint au maire en 1925, jusqu'à sa mort en 1928. C'est sur sa proposition du 2 août 1914 que les allées Lafayette sont baptisées allées Jean Jaurès en 1916.
En 1929, une place nouvelle reçoit le nom de Marius Pinel. En 1933, elle est ornée d'un kiosque remarquable par son acoustique et créé par l'architecte Jean Montariol. À partir de 2000, la place Marius-Pinel devient un lieu de poésie d'action pour une troupe de poètes toulousains, portant ainsi le nom de Marius Pinel à travers le monde. En 2016 est produit un film intitulé "Les aventures universelles de la place Pinel"